# Gentiana mirandae
Gentiana mirandae là một loài thực vật có hoa trong họ Long đởm. Loài này được Paray mô tả khoa học đầu tiên năm 1957.